# (36079) 1999 RH63
1999 RH63 (asteroide 36079) é um asteroide da cintura principal. Possui uma excentricidade de 0.14250970 e uma inclinação de 4.92001º.
Este asteroide foi descoberto no dia 7 de setembro de 1999 por LINEAR em Socorro.